# Гиоња (Ђурђу)
Гиоња (рум. Ghionea) насеље је у Румунији у округу Ђурђу у општини Улми. Oпштина се налази на надморској висини од 108 m.

## Становништво
Према подацима из 2002. године у насељу је живело 556 становника, од којих су сви румунске националности.